# 적외선망원경

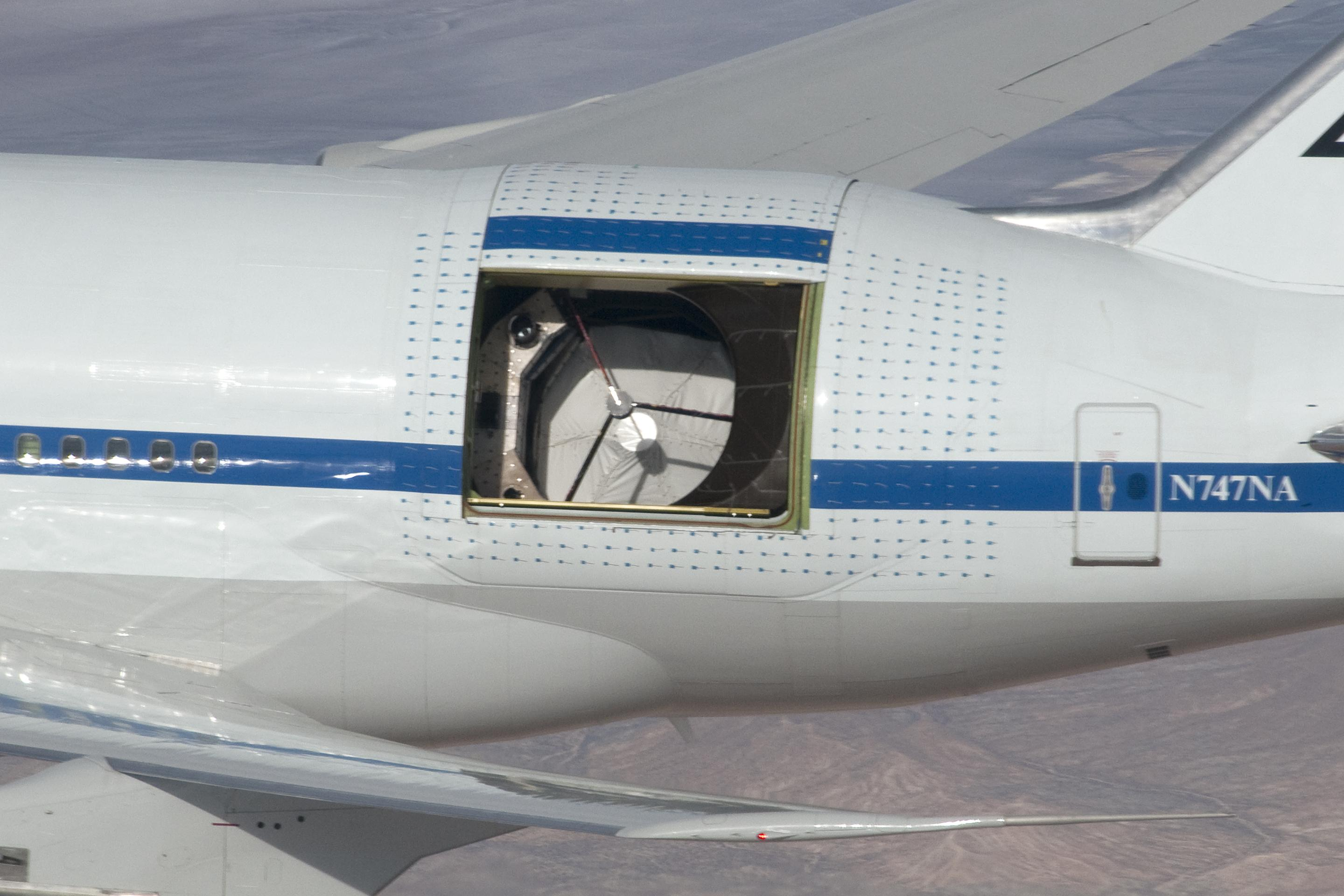
SOFIA는 항공기에 설치된 적외선망원경으로, 높은 고도에서 관측할 수 있다.

적외선망원경(赤外線望遠鏡, 영어: infrared telescope)은 천체가 내보내는 적외선을 관측하기 위한 망원경으로 주로 반사망원경을 사용한다. 반사경은 반사율을 높이고 반사경 표면에 금으로 얇은 막을 씌운다. 적외선망원경은 대부분 수증기가 적고 건조한 산꼭대기에 설치하거나 비행기에 싣거나 인공위성을 이용해 지구 대기권 밖으로 내보내 관측한다.

## 같이 보기
- 적외선천문학